# Burj Al Babas
Burj Al Babas é um empreendimento residencial localizado perto da cidade turca de Mudurnu cujos edifícios foram projetados para se assemelhar a castelos em miniatura.

## Conceito original
O projeto do Burj Al Babas envolveu a construção de 732 casas luxuosas de três andares, todas muito semelhantes entre si e caracterizadas por elementos da arquitetura gótica, inglesa e americana. Enquanto isso, as torres cilíndricas com lucarnas e as torres quadradas com balaustradas foram inspiradas em particular na Torre de Gálata em Istambul, construída no fim da Idade Média pelos genoveses, e na chamada Torre da Donzela, localizada em uma ilha no estreito do Bósforo, a poucas centenas de metros da cidade.
As casas estavam à venda por um valor entre $ 370.000 e $ 530.000.
Visando o mercado árabe, os sócios nomearam o empreendimento de Burj Al Babas Thermal Tourism Company e começaram a comercializar as casas através de sua imobiliária no Kuwait.
O local na região do Mar Negro da Turquia estava situado perto das fontes termais da região. Escavações no local revelaram que a 200 metros subterrâneos, a temperatura da água atingiu 68 graus Celsius ou 154 graus Fahrenheit.

## Complicações
A construção do complexo começou em 2014. Utilizando 2.500 trabalhadores, os desenvolvedores pretendiam concluir o projeto em quatro anos. O desenvolvimento foi originalmente bem sucedido com aproximadamente metade das casas vendidas antecipadamente.[carece de fontes?]
Em 2018, as vendas acabaram parando, fazendo com que a incorporadora entrasse em falência. A queda dos preços do petróleo e a instabilidade na Turquia foram citadas como razões para a queda nas vendas. O prefeito da cidade de Mudurnu Mehmet Inegol manteve-se confiante de que o projeto recomeçaria.

## Na cultura popular
Burj Al Babas é o cenário do videoclipe "Lose Control", música de Meduza, Becky Hill e Goodboys de 2019.